# Gare de Bakonypéterd
La gare de Bakonypéterd (en hongrois : Bakonypéterd vasútállomás) est une gare ferroviaire hongroise, de la ligne 11 de Győr à Veszprém, située sur le territoire de la localité de Bakonypéterd dans le comitat Győr-Moson-Sopron.
C'est une halte voyageurs de la Magyar Államvasutak (MÁV) desservie par des trains locaux.

## Situation ferroviaire
Établie à 174 mètres d'altitude, la gare de Bakonypéterd est située au point kilométrique (PK) 31 de la ligne 11 de Győr à Veszprém, entre les gares de Győrasszonyfa et de Veszprémvarsány.

## Service des voyageurs

### Accueil
Halte MÁV, c'est un point d'arrêt non géré (PANG) à accès libre.

### Desserte
Bakonypéterd est desservie par des trains omnibus de la ligne 11 de la MÁV.